# Régime d'historicité
Le régime d'historicité est un concept utilisé en histoire. Il décrit la relation entre le passé, le présent et le futur du point de vue d’une communauté définie dans le temps et l’espace. Il s’agit donc d’une notion transnationale et dont de multiples disciplines de sciences sociales peuvent se saisir. Elle n’est pas exclusive à la discipline historique. L’historien français François Hartog est le pionnier de cette notion et est le premier à parler de “régime d’historicité”.
François Hartog explique préférer le terme d’historicité plutôt que celui de temporalité, car il s’intéresse à “l’expérience sensible du rapport au temps” et non pas au sens des catégories métaphysiques qu’on retrouve chez Heidegger.

## Historiographie
Le terme de régimes d’historicité est utilisé pour la première fois par François Hartog dans l’article “Marshall Sahlins et l’anthropologie de l’histoire” en 1983. Il y fait le compte-rendu d’une conférence donnée par Marshall Sahlins qui propose de replacer l’histoire, et le rapport à l’histoire, dans son contexte anthropologique et culturel. La notion est donc à la croisée des disciplines historique et anthropologique, et l’anthropologie joue un rôle important dans l’élaboration de la notion. François Hartog redéfinit ensuite ces régimes d’historicité avec Gérard Lenclud en 1993. Puis à nouveau dans son ouvrage paru en 2003. Celui-ci est un ouvrage majeur incontournable dans l’historiographie des régimes d’historicité, et qui institue la notion dans le paysage historique. L’auteur utilise en références trois apports majeurs selon Christian Delacroix : l’anthropologie de Lévi-Strauss et Sahlins, la réflexion métahistorique de Koselleck et Ricoeur, et le lien entre histoire et mémoire développé principalement par Pierre Nora.
La notion des régimes d’historicité est reprise par de nombreux autres auteurs par la suite. Il faut rappeler cependant que la notion de régimes d’historicité n’est pas stabilisée, mais plastique. Ce qu’elle désigne fait l’objet de débat, et il en existe plusieurs définitions dans l’historiographie. Même, le terme « régime » n’est pas vu par tous comme idéal. Il se veut renvoyer à une période qui peut être floue dans ses limites et non homogène dans son rapport au temps. Une période peut connaître plusieurs régimes d’historicités qui se chevauchent, et en particulier dans les moments de transition d’un régime à l’autre. Mais selon Jacques Revel, le terme « régime » pourrait être mal choisi car il renvoie à l’idée d’une période historique monolithique et figée, aux limites nettes.

### La question des régimes historiographiques
Hartog propose les régimes d’historicité comme outil heuristique seulement. Mais la notion peut être utilisée pour une pensée réflexive de la discipline historique. En effet, l’écriture même de l’histoire s’inscrit dans un régime d’historicité. Et non seulement son écriture, mais l’historien lui-même, et le concept de régime d’historicité également. L’historiographie peut être historicisée. Hartog et Lenclud affirment donc que des régimes historiographiques existent et désignent la manière dont une société organise et exprime ces régimes d’historicité. L’historien, en faisant une histoire des régimes d’historicité, contribue au processus de temporalisation de l’histoire. Les limites entre faire l’histoire, faire de l’histoire et être dans l’histoire sont brouillées. Par les réflexions autour des régimes d’historicité, c’est le but même de la discipline historique qui est repensé : l’unique objet de la discipline ne serait pas le passé, mais bien le temps. Il serait alors possible d’étudier non seulement le passé et le présent, mais également le futur en histoire.

## Le régime d'historicité ancien
Le régime d’historicité antique grec alloue une grande importance aux mythes se déroulant dans un passé lointain, immémorial. Ces mythes offrent alors une grille de compréhension des événements présents et futurs. Le mythe est, dans ce système d'appréhension de l’histoire, un modèle issu d’un passé immémorial. Les actions des héros mythiques seraient alors à imiter dans notre réalité. Le résultat est une histoire cyclique, sans possibilité de s’émanciper du modèle mythique. Ce régime d’historicité est tangible dans la tragédie grecque, alors que chaque destin est déjà tracé et qu’aucune émancipation n’est possible.
Les médiévaux occidentaux n’opèrent pas une rupture fondamentale avec la vision antique. En effet, ce sont cette fois-ci encore des récits bibliques, qui font office de référence. Ainsi, pour les médiévaux, le présent doit être compris comme un parcours vers le Jugement Dernier qui aurait commencé dès la naissance de Jésus. Le passé biblique est alors considéré comme une préparation du présent. Néanmoins, ce régime introduit un nouveau mécanisme d’historicité : l’évolution. Pour la première fois, l’histoire n’est plus cyclique comme durant l’Antiquité, mais comprend un début (l'Incarnation du Christ) et une fin (le retour de Jésus sur Terre et le Jugement Dernier). Cela induit donc une évolution historique inédite. Cette évolution se traduit dans le comportement des hommes, qui sont eux-mêmes obligés de progresser afin d’être dignes du retour du Christ, qui se fait attendre malgré la promesse biblique d’un retour rapide.
L’Incarnation christique joue ici le rôle de phare temporel. C’est cet événement qui crée le présent (l’attente pleine d'espérance du retour de Jésus), donne un sens le passé (les événements de l’Ancien Testament) et éclaire le futur (le retour du Christ, synonyme de la Fin des Temps, littéralement de la fin de l’Histoire). Ce futur crée un présent intermédiaire qui ne cesse de s’allonger, ponctué d’épisodes de tensions.

## Le régime d'historicité moderne
François Hartog balise le régime d’historicité moderne dans la période allant de 1789 à 1989. Il décrit le passage du régime d’historicité ancien à moderne au travers des écrits de Chateaubriand. Celui-ci est témoin de la fin du XVIIIe siècle et notamment de la Révolution française. Il constate un changement dans la manière dont est perçue le temps à son époque, qui semble s’accélérer. Pour comprendre ce moment de rupture, il choisit d’analyser les révolutions passées dans leurs rapports avec la Révolution française, mais aussi afin de prévoir le futur. Il se place là entre le régime ancien – dans lequel le passé éclaire l’avenir – et le régime moderne, où le futur est à faire advenir en rupture du passé.
Dans le régime d’historicité moderne, le temps est en effet perçu comme une accélération incontrôlable, un acteur de l’histoire. Il est fortement lié à la notion de progrès de Kant, et passé et présent doivent faire advenir ce futur. Reinhart Koselleck voit dans l’époque moderne un moment où « la différence entre expérience et attente ne cesse de croître ». Le futur est distant, un horizon d’attente distinct de l’expérience du présent.
Le XXe siècle est dans un premier temps futuriste, jusqu’à l’extrême. Le Manifeste futuriste de Marinetti en 1909 en Italie en est un exemple frappant utilisé par Hartog. Il défend la suppression du patrimoine au titre d’une volonté d’aller de l’avant, et le caractère vain de regarder en arrière. Mais tout au long du siècle, le présentisme s'affirme jusqu’à devenir majoritaire. L’optimisme et la foi dans le progrès sont ébranlés par, notamment, les deux guerres mondiales. Hartog attribue à 1989 et la chute du Mur de Berlin le coup fatal porté au régime d’historicité moderne. Le futur est plus imprévisible que jamais.

## Le présentisme: concept ou régime d'historicité en tant que tel
Le présentisme est le troisième régime d’historicité présenté par François Hartog. Bien que ce régime soit développé dans l’ouvrage de l’historien français, ce dernier ne sait pas exactement s’il s’agit bien d’un régime d’historicité ou d’un régime transitoire amené à disparaître au profit d’un nouveau régime futuriste. Le régime présentiste se caractérise par une multitude de notions connexes. Selon François Hartog, il symbolise le détournement des populations du passé et du futur dans lesquelles elles ne se retrouvent plus. Il identifie une réelle obsession du présent ; présent qui n’a pas d’horizon d’attente sur le futur, il se suffit à lui-même. Le présentisme tend aussi à incorporer des concepts reliés au passé tels que le devoir de mémoire, les lieux de mémoire, le développement des commémorations…
Pour l’historien, le présentisme amène de nouveaux enjeux vis-à-vis de sa profession. En effet, le présentisme change la vision que possède la société sur l’histoire. Dorénavant, l’événement prend la place de l’histoire. Cet événement devient directement histoire, il s’historicise en même temps qu’il se joue. François Hartog prend les attentats du 11 septembre 2001 comme exemple : dès la fin des attaques, l’administration de George W. Bush les utilise comme un événement historique qui fait rentrer le monde dans une nouvelle ère, celle de la lutte contre le terrorisme.
Le présentisme présenté par François Hartog est à différencier du présentisme avancé par l’anthropologue américain George W. Stocking. Ce dernier se réfère à l’idée simple selon laquelle le passé est constamment reconstruit en fonction du présent. Il en résulte pour l’historien que ce présentisme méthodologique l’amène à partir de son propre présent pour analyser l’altérité du passé. George W. Stocking identifie également des vices au présentisme : distorsions, négligences du contexte, fausses interprétations…

### L'émergence du présentisme
François Hartog soutient qu’un régime d’historicité n'apparaît jamais de manière instantanée et n’est jamais complètement hégémonique. Selon lui, un régime d’historicité met plusieurs décennies à se développer avant de devenir la norme. Le présentisme est issu de plusieurs événements clés de la fin du 20e siècle. Ce siècle qui était partagé entre futurisme et présentisme. De plus, à chaque époque, le régime d’historicité en vigueur n’est jamais partagé par l’ensemble de la société. Des « contre-régimes » gravitent autour du régime normatif. Par ailleurs, un régime d’historicité n’est pas une entité métaphysique ; il ne s’agit que « de l’expression d’un ordre dominant du temps ».
Ainsi, les révoltes de Mai 68 constituent un point de départ pour l’émergence du présentisme. Ces événements contestataires, marqués par des slogans tels qu' “oublier le futur”, sont des utopies révolutionnaires et progressistes. La décennie 1970 semble être la plus décisive pour l’émergence du présentisme. En effet, ces années sont marquées par une vague mémorielle très intense notamment dans les productions culturelles et intellectuelles. En France, les années Vichy sont enfin traitées par Robert Paxton dans La France de Vichy en 1972. L’année précédente, Marcel Ophüls traitait également ce sujet au cinéma dans Le Chagrin et la Pitié. Cette décennie est également marquée par la préoccupation de la conservation du patrimoine. Valéry Giscard d’Estaing, président de la République, et Michel Guy, secrétaire d’état à la culture s'emploient à conserver le patrimoine du 19-20e siècle dont la gare d’Orsay.
Dans les années 1980, d’autres productions reviennent sur la période Vichy : le film Shoah de Claude Lanzmann en 1985, les assassins de la mémoire par Pierre Vidal-Naquet en 1987… Mais également la parution d’un ouvrage essentiel pour le présentisme, les Lieux de mémoires de Pierre Nora. Néanmoins, la chute du mur de Berlin en 1989 prend le monde entier de court. Selon François Hartog, c’est l’événement qui marque le changement de régime d’historicité. La chute du mur, ainsi que le démantèlement de l’URSS marquent la fin du régime futuriste en Europe. La RDA s’ouvre à la RFA et découvre le monde occidental : son mode de vie, de consommation, sa culture… le tout empreint du présentisme.

### Des formes plurielles de présentisme?
L’existence d’un régime présentiste n’est toutefois pas une nouveauté à la fin du 20e siècle. François Hartog identifie plusieurs courants de pensée à travers l’histoire qui s’apparentent au présentisme. Ainsi, les philosophes antiques épicuriens et stoïciens érigeaient le présent comme une vertu, car c’est la seule sur laquelle l’homme peut avoir une préhension. Certains auteurs modernes comme Montaigne, Blaise Pascal ou Goethe semblent également écrire sous l’influence d’un régime présentiste minoritaire. Enfin, le début du 20e siècle illustre la position de François Hartog sur le régime majeur et les régimes minoritaires coexistants. Au début du 20e siècle, en même temps que le futurisme, des mouvements intellectuels promeuvent le présent : Simultanéisme, Nunisme, PREsentimus, Instantanéisme… Certains auteurs français sont d’ailleurs marqués par ces régimes présentistes : Apollinaire, André Gide et Jean-Paul Sartre.

### Présentisme et mémoire
L’une des composantes principales du présentisme est son obsession pour la mémoire et le patrimoine. Cette obsession s’incarne dans les Lieux de Mémoire de Pierre Nora, mais également dans le devoir de mémoire développé par Paul Ricoeur. Ce dernier est influencé par Maurice Halbwachs et la mémoire collective. Le sociologue français milite pour une dissociation de l’histoire et de la mémoire. Il considère que l’historien ne travaille que « quand la nuit est entièrement tombée » soit quand les acteurs de l’époque sont morts. On retrouve dans ce discours l’éternelle méfiance de la mémoire par les historiens. Déjà Thucydide nous avertissait de la fiabilité de la mémoire et du témoin. La mémoire s’oublie, se déforme et est susceptible d’être modifiée pour plaire à notre interlocuteur. L’histoire-science du 19e siècle s’inspira fortement de Thucydide puisqu’elle tire une ligne nette entre passé et présent. La troisième génération de l’école des Annales va introduire pour la première fois la notion de mémoire dans l’historiographie, dans sa Nouvelle Histoire avec la définition de “mémoire collective”.
Avec le développement de l’histoire du temps présent, on observe une transformation de la façon de faire l’histoire. Cette école résolument présentiste intègre la notion de mémoire dans son historiographie de façon à révolutionner les sources. Toutefois, cet élargissement constitue un réel enjeu en raison de la fiabilité de cette mémoire. Paul Ricoeur avertit l’historien sur les dérives de la mémoire. La mémoire peut être empêchée, c’est-à-dire qu’elle ne peut s’exprimer à cause d’un traumatisme ; manipulée, elle est façonnée par une idéologie qui présente l’autre comme un ennemi ; commandée, elle est imposée par un pouvoir qui ressasse continuellement son histoire et use des commémorations. Enfin, Paul Ricoeur dénonce les lois mémorielles qui empêchent le travail des historiens. Le profil de l’historien est exclu du champ de la mémoire. Selon François Hartog : « la demande de mémoire peut s’interpréter comme une expression de cette crise de notre rapport au temps… ».

## Des régimes d'historicité extra-occidentaux: les régimes fidjien et maori
Le régime d’historicité fidjien contemporain est associé par Hartog au régime occidental antique ; et pour cause, les deux régimes d’historicité conçoivent un modèle héroïque sur lequel prendre appui. Dans le cas fidjien, ce modèle à imiter est le chef. C’est ce que Sahlins décrit comme un régime historique “héroïque”. L’Histoire ne peut continuer sans chef, garant des valeurs et des tabous, à suivre. Les exploits des chefs et des rois fidjiens sont dès lors transmis de générations en générations, jusqu’à se mêler au mythique. L’Histoire, guidée par ces exploits contés et racontés, devient alors le miroir des mythes héroïques imités. Sans l’aval du chef, un événement, même si fondamental pour certaines cultures, ne peut exister réellement.
De même, à l'instar des Grecs antiques, les Maoris d’avant la colonisation européenne ne conçoivent pas d'innovation historique. En effet, ce peuple est doté d’une constellation de mythes. Ceux-ci sont assez diversifiés pour pouvoir être interprétés selon les enjeux du moment. Ainsi, il n’existe pour eux aucune situation face à laquelle leurs glorieux ancêtres n’ont pas déjà dû faire face dans un passé mythique, et dont il est possible de tirer des enseignements. Le passé mythique et le présent ne font qu’un, il ne s’agit que de mêmes histoires réactualisées indéfiniment, si pas sur la même forme au moins sous la même structure.  L’événement et le mythe sont indissociés, jusqu'au point où l'événement, au profit du mythe, n'existerait tout simplement pas.
Notons donc bien que, selon les espaces géographiques et culturels, différents régimes d’historicité coexistent.

## Présentisme et histoire du temps présent
L’histoire du temps présent est un courant historiographique qui apparaît dans l’Allemagne d'après-guerre. En 1953 paraît le premier numéro de la revue Vierteljahrshefte für Zeitgeschichte. En Allemagne, ce courant est symbolisé par les nouveaux historiens allemands issus de la génération post-3e Reich. Cette génération commence à questionner le passé de l’Allemagne. Ce courant se propage ensuite dans le monde entier : Contemporary history dans le monde anglophone, hedendaagse geschiedenis aux Pays-Bas et l’histoire du temps présent en France. Le courant historiographique passe également par une phase d’institutionnalisation; plusieurs centres dédiés à l’étude du temps présent ouvrent en Europe.
En France, ce nouveau courant est représenté par la troisième génération des Annales, des historiens tels que Pierre Nora, François Hartog, Henry Rousso mais également par des philosophes (Paul Ricoeur) et anthropologues. L’Institut d’Histoire du Temps Présent s’intéresse également aux questions de l’identité nationale.
L’histoire du temps présent se démarque des autres courants historiographiques par une révolution des sources, une nouvelle conception de l’histoire, l’étude de sujets anthropologiques et sociétaux… Parmi les nouvelles sources, on retrouve l’importance du témoignage contemporain et plus largement les sources orales. L’historien interroge des acteurs de l’histoire encore vivants. La mémoire joue également un rôle pour les historiens du temps présent. En effet, les historiens sont en confrontation avec la mémoire. Que ce soit à travers de lois mémorielles qui empêchent et diminuent le travail de l’historien ou l’importance du témoin qui a tendance à attaquer l’image de l’historien ou encore le devoir de mémoire. Les historiens du temps présent dénoncent également les vices et les failles de la mémoire et de son utilisation.
Tout comme le régime présentiste, les historiens font commencer la matrice du temps présent dans les années. Contrairement au régime présentiste, ils adoptent une perspective extra-européenne. Toutefois, des débats circulent sur cette matrice du temps présent selon les acceptions des historiens. L’historien allemand Frank Bösch adopte une vision progressiste de l’histoire du temps présent comme François Hartog et le présentisme. Frank Bösch situe l’émergence du courant historiographique dans les années 70 avec des événements marquant pour l’évolution du monde : le retour du religieux en politique (élection de Jean-Paul II ou révolution islamique), les questions énergétiques (Three Miles Island et la crise du pétrole), l’ouverture économique de la Chine, la prédominance du néolibéralisme, l’éruption de l’écologie en politique…
Ainsi, le régime présentiste et l’histoire du temps présent partagent plusieurs liens : l’importance de la mémoire et de ses failles, le développement progressif de ces concepts historiques lors des années 1970, un intérêt nouveau de l’histoire, une vision tournée sur le présent; présent qui se suffit à lui-même et qui devient son propre horizon.